# بياتريس فان
بياتريس فـان (بالإنجليزية: Beatrice Van)‏ هي كاتبة سيناريو وممثلة أمريكية، ولدت في 8 أغسطس 1890 في أوماها في الولايات المتحدة، وتوفيت في 4 يوليو 1983 في لونغ بيتش في الولايات المتحدة.

## وصلات خارجية
- بياتريس فـان على موقع IMDb (الإنجليزية)
- بياتريس فـان على موقع قاعدة بيانات الفيلم (الإنجليزية)